# ホセ・デュラン
ホセ・マニュエル・デュラン（Jose Manuel Duran Pérez、1945年10月9日 - ）は、スペインの元プロボクサー。マドリード出身。元WBA世界ジュニアミドル級（現スーパーウェルター級）チャンピオン。身長175cm。

## 来歴
マドリード生まれ。1968年プロデビュー。スペイン王者から1974年には欧州ジュニアミドル級王者となる。3度の防衛を達成したが、4度目の防衛戦で後のWBC世界ジュニアミドル級王者エックハルト・ダッゲに王座を奪われた。
1975年5月7日、WBCが輪島功一から剥奪した王座をミゲル・デ・オリベイラと争うが、15回判定負け。しかし、1976年5月18日、2度目の世界王座返り咲きを果たした輪島功一への挑戦のチャンスを掴み、輪島に14回KO勝ち。WBA世界ジュニアミドル級王座を獲得した。
同年10月9日の初防衛戦でミゲル・アンヘル・カステリーニに15回判定負けし、王座から陥落した。

## 戦績
63勝（23KO）6敗9引分け